# Dirka po Španiji 1978
Dirka po Španiji 1978 (špansko Vuelta a España 1978) je 33. izvedba dirke po Španiji, tritedenske moške cestne kolesarske etapne dirke. Začela se je 25. aprila v Gijónu in končala 14. maja v San Sebastiánu. Sodelovalo je 99 kolesarjev iz 10-ih ekip. Rumeno majico je prvič osvojil Bernard Hinault (Renault–Gitane–Campagnolo), drugo mesto José Pesarrodona (Kas–Campagnolo), tretje pa Jean-René Bernaudeau (Renault–Gitane–Campagnolo). Modro majico je osvojil Ferdi Van Den Haute (Marc Zeepcentrale–Superia), zeleno majico Andrés Oliva (Teka), rdečo majico pa Bernard Hinault.

## Ekipe
- Bode Deuren–Shimano
- Italija
- Kas–Campagnolo
- Marc Zeepcentrale–Superia
- Novostil-Helios
- Old Lord's–Splendor–K.S.B.
- Renault–Gitane–Campagnolo
- Safir–Beyers–Ludo
- Teka
- Transmallorca-Flavia-Gios

## Etape
| Etapa | Datum     | Štart/Cilj                                                                         | Razdalja | Tip     | Tip                  | Zmagovalec                       |
| ----- | --------- | ---------------------------------------------------------------------------------- | -------- | ------- | -------------------- | -------------------------------- |
| P     | 25. april | Gijón – Gijón                                                                      | 8,6 km   |         | posamični kronometer | Bernard Hinault (FRA)            |
| 1     | 26. april | Gijón – Gijón                                                                      | 144 km   |         |                      | Jos Schipper (NED)               |
| 2     | 27. april | Gijón – Cangas de Onís                                                             | 94 km    |         |                      | Enrique Cima (ESP)               |
| 3     | 28. april | Cangas de Onís – León                                                              | 187 km   |         |                      | Ferdi Van Den Haute (BEL)        |
| 4     | 29. april | León – Valladolid                                                                  | 171 km   |         |                      | Patrick Lefevere (BEL)           |
| 5     | 30. april | Valladolid – Ávila                                                                 | 136 km   |         |                      | Willy Teirlinck (BEL)            |
| 6     | 1. maj    | Torrelaguna – Torrejón de Ardoz                                                    | 46 km    |         |                      | Fons van Katwijk (NED)           |
| 7     | 2. maj    | Torrejón de Ardoz – Cuenca                                                         | 160 km   |         |                      | Domingo Perurena (ESP)           |
| 8     | 3. maj    | Cuenca – Benicàssim                                                                | 249 km   |         |                      | Fons van Katwijk (NED)           |
| 9     | 4. maj    | Benicàssim – Tortosa                                                               | 156 km   |         |                      | Ferdi Van Den Haute (BEL)        |
| 10    | 5. maj    | Tortosa – Calafell                                                                 | 201 km   |         |                      | Willy Teirlinck (BEL)            |
| 11a   | 6. maj    | Calafell – Barcelona                                                               | 67 km    |         |                      | Francisco Elorriaga (ESP)        |
| 11b   | 6. maj    | Barcelona – Barcelona                                                              | 3,8 km   |         | posamični kronometer | Bernard Hinault (FRA)            |
| 12    | 7. maj    | Bellaterra (Cerdanyola del Vallès) – Tossa de Montbui (Santa Margarida de Montbui) | 205 km   |         |                      | Bernard Hinault (FRA)            |
| 13    | 8. maj    | Igualada – Jaca                                                                    | 243 km   |         |                      | Salvatore Maccali (ITA)          |
| 14    | 9. maj    | Jaca – Logroño                                                                     | 219 km   |         |                      | Bernard Hinault (FRA)            |
| 15    | 10. maj   | Logroño – Miranda de Ebro                                                          | 131 km   |         |                      | Jean-Philippe Vandenbrande (BEL) |
| 16    | 11. maj   | Miranda de Ebro – Bien Aparecida Ama Birjinaren santutegia                         | 208 km   |         |                      | Vicente Belda (ESP)              |
| 17    | 12. maj   | Ampuero – Bilbao                                                                   | 123 km   |         |                      | Vicente Belda (ESP)              |
| 18    | 13. maj   | Bilbao – Amurrio                                                                   | 154 km   |         |                      | Bernard Hinault (FRA)            |
| 19a   | 14. maj   | Amurrio – San Sebastián                                                            | 84 km    |         |                      | Domingo Perurena (ESP)           |
| 19b   | 14. maj   | San Sebastián – San Sebastián                                                      |          |         | posamični kronometer | odpovedan                        |
|       | Skupaj    | Skupaj                                                                             | 2995 km  | 2995 km | 2995 km              | 2995 km                          |

## Končna razvrstitev
| Legenda | Legenda                                    | Legenda | Legenda                          |
| ------- | ------------------------------------------ | ------- | -------------------------------- |
|         | Predstavlja vodilnega v skupnem seštevku   |         | Predstavlja vodilnega po točkah  |
|         | Predstavlja vodilnega v gorski razvrstitvi |         | Predstavlja vodilnega v šprintih |

### Rumena majica
| Poz. | Kolesar                     | Ekipa                     | Čas         |
| ---- | --------------------------- | ------------------------- | ----------- |
| 1    | Bernard Hinault (FRA)       | Renault–Gitane–Campagnolo | 85h 24' 14" |
| 2    | José Pesarrodona (ESP)      | Kas–Campagnolo            | + 3' 02"    |
| 3    | Jean-René Bernaudeau (FRA)  | Renault–Gitane–Campagnolo | + 3' 47"    |
| 4    | Eulalio Garcia Pereda (ESP) | Teka                      | + 4' 23"    |
| 5    | Jos Schipper (NED)          | Marc Zeepcentrale–Superia | + 4' 28"    |
| 6    | Ferdi Van Den Haute (BEL)   | Marc Zeepcentrale–Superia | + 5' 52"    |
| 7    | José Nazabal (ESP)          | Kas–Campagnolo            | + 6' 12"    |
| 8    | Enrique Martinez (ESP)      | Kas–Campagnolo            | + 6' 53"    |
| 9    | Gonzalo Aja (ESP)           | Novostil-Helios           | + 10' 12"   |
| 10   | Vicente López Carril (ESP)  | Kas–Campagnolo            | + 13' 57"   |

| Skupna razvrstitev kolesarjev (11–25) | Skupna razvrstitev kolesarjev (11–25) | Skupna razvrstitev kolesarjev (11–25) | Skupna razvrstitev kolesarjev (11–25) |
| Poz.                                  | Kolesar                               | Ekipa                                 | Čas                                   |
| ------------------------------------- | ------------------------------------- | ------------------------------------- | ------------------------------------- |
| 11                                    | Andrés Oliva (ESP)                    | Teka                                  |                                       |
| 12                                    | Sebastian Pozo Fontivero (ESP)        | Kas–Campagnolo                        |                                       |
| 13                                    | Bernardo Alfonsel (ESP)               | Teka                                  |                                       |
| 14                                    | Manuel Esparza Sanz (ESP)             | Teka                                  |                                       |
| 15                                    | Gilbert Chaumaz (FRA)                 | Renault–Gitane–Campagnolo             |                                       |
| 16                                    | Andrés Gandarias (ESP)                | Novostil-Helios                       |                                       |
| 17                                    | José Enrique Cima (ESP)               | Kas–Campagnolo                        |                                       |
| 18                                    | José Luis Mayoz (ESP)                 | Teka                                  |                                       |
| 19                                    | Alberto Fernández (ESP)               | Novostil-Helios                       |                                       |
| 20                                    | José Martíns Freitas (POR)            | Teka                                  |                                       |
| 21                                    | Vicente Belda (ESP)                   | Transmallorca-Flavia-Gios             |                                       |
| 22                                    | Domingo Perurena (ESP)                | Kas–Campagnolo                        |                                       |
| 23                                    | Felix Perez (ESP)                     | Teka                                  |                                       |
| 24                                    | Francisco Fernandez (ESP)             | Teka                                  |                                       |
| 25                                    | Willy Teirlinck (BEL)                 | Renault–Gitane–Campagnolo             |                                       |

| Poz. | Kolesar                   | Ekipa                     | Točke |
| ---- | ------------------------- | ------------------------- | ----- |
| 1    | Ferdi Van Den Haute (BEL) | Marc Zeepcentrale–Superia | 210   |
| 2    | Willy Teirlinck (BEL)     | Renault–Gitane–Campagnolo | 157   |
| 3    | Bernard Hinault (FRA)     | Renault–Gitane–Campagnolo | 130   |
| 4    | Francisco Elorriaga (ESP) | Teka                      | 113   |
| 5    | Fons van Katwijk (NED)    | Marc Zeepcentrale–Superia | 108   |
| 6    | Eulalio Garcia (ESP)      | Teka                      | 92    |
| 7    | Jos Schipper (NED)        | Marc Zeepcentrale–Superia | 70    |
| 8    | José Enrique Cima (ESP)   | Kas–Campagnolo            | 70    |
| 9    | Daniele Tinchella (ITA)   | Transmallorca-Flavia-Gios | 69    |

| Poz. | Kolesar                 | Ekipa                     | Čas |
| ---- | ----------------------- | ------------------------- | --- |
| 1    | Andrés Oliva (ESP)      | Teka                      | 112 |
| 2    | José Enrique Cima (ESP) | Kas–Campagnolo            | 81  |
| 3    | Bernard Hinault (FRA)   | Renault–Gitane–Campagnolo | 60  |
| 4    | Andrés Gandarias (ESP)  | Novostil-Helios           | 48  |
| 5    | Jose-Luis Mayoz (ESP)   | Teka                      | 44  |

| Poz. | Ekipa                      | Čas          |
| ---- | -------------------------- | ------------ |
| 1    | Kas–Campagnolo             | 255h 41' 01" |
| 2    | Teka                       | + 5' 52"     |
| 3    | Renault–Gitane–Campagnolo  | + 10' 07"    |
| 4    | Novostil-Helios            | + 35' 44"    |
| 5    | Transmallorca-Flavia-Gios  | + 1h 03' 05" |
| 6    | Marc Zeepcentrale–Superia  | + 1h 11' 16" |
| 7    | Italija                    | + 1h 37' 52" |
| 8    | Safir–Beyers–Ludo          | + 2h 41' 03" |
| 9    | Old Lord's–Splendor–K.S.B. | + 3h 24' 27" |

| Poz. | Kolesar                | Ekipa                     | Točke |
| ---- | ---------------------- | ------------------------- | ----- |
| 1    | Bernard Hinault (FRA)  | Renault–Gitane–Campagnolo | 31    |
| 2    | Felix Perez (ESP)      | Teka                      | 11    |
| 3    | Willy Teirlinck (BEL)  | Renault–Gitane–Campagnolo | 7     |
| 4    | Andrés Gandarias (ESP) | Novostil-Helios           | 6     |
| 5    | Domingo Perurena (ESP) | Kas–Campagnolo            | 5     |